# Коршнівський Антін Леонтійович
Коршнівський Антін Леонтійович (18 вересня 1887, с. Яблунька Київської губ., нині м. Буча Київської обл. — 17 лютого 1945, м. Сан-Паулу, Бразилія) — український журналіст, редактор, видавець, громадський діяч. Використовував такі псевдоніми і криптоніми: А. К., А. Кор-ський, Корш, О. Карманюк, Олекса Карманюк.

## Біографія
Здобув домашнью освіту. У 16-річному віці почав займатися парфумерно-перукарською справою, відкрив у Києві на вул. Фундуклеївська, № 16 власну перукарню, пізніше додав до неї парфумерний та щіткарський відділи. 
З початком Першої світової війни мобілізований до царської армії, невдовзі був підвищений до рангу прапорщика. У 1915 р. потрапив у полон до німців, після чого зголосився до табору полонених українців у Раштаті, хоча не мав на цей час жодних симпатій до українства. Перебуваючи в цьому таборі (1916 р.), почав готуватися до втечі, хоча це могло скомпрометувати українську справу. Для її здійснення А.Коршнівський завчасно перерізав дроти поблизу офіцерського бараку, зібрав необхідні речі (цивільний і спеціальний маскувальний одяг, ножиці та ін.). Крім того, з незрозумілою метою він зібрав й деякі особливі речі («карточки прив’язаних до стовпів російських полонених»), статут української таборової громади «Самостійна Україна», тексти січових пісень, фотографію вправ таборової Січі та ін.). Проте був викритий у своїх намірах німецькою владою, і попри це не потрапив до штарфного табору, а продовжив залишатися у Раштаті, долучався до проведення культурно-освітньої роботи у таборі, а в 1918 р. увійшов до складу Синьожупанної дивізії та виїхав до України. 
У 1920-1921 рр. рацював співредактором газети «Українське слово» (Рівне, Житомир, Кам'янець-Подільський, Станіслав; 1920), співробітником часопису «Син України» (1920–21). Перебуваючи від грудня 1920 року в таборі для інтернованих у Польщі став одним із найактивніших авторів таборової преси. Сотник Армії УНР, був редактором таборових часописів «Веселка» (1922–23) та «Бюлетеня» (1923–24) видавництва «Чорномор» (відповідальний редактор) у Каліші. 
Опублікував низку статей, нарисів, заміток, оглядів на сторінках «Запорожської думки» («Про політичну еміграцію», «Театр», «Професор І. Бодуен де Куртене»), «Залізного стрільця» («Нариси з соціальної психології», «Жиди на Вкраїні», «Тарас Шевченко — пророк поневолених націй», «Теж… амнестії», «Візита», «Поневолені нації всіх країн — єднайтеся!»), «Спортсмена» («Спортове свято у таборі Каліш»), «Релігійно-наукового вісника» («Справа моралі у поневолених народів») та ін.
Автор біографічних нарисів, виданих у Варшаві: «Головний Отаман військ УНР Симон Петлюра», «Начальник Польської Держави Йозеф Пілсудський» і «Тарас Шевченко й Адам Міцкевич яко сучасні провідники своїх народів».
Від 1926 року мешкав у Бразилії. Активний член Спілки вільної України, засновник українського кооперативного видавництва товариства «Зоря», засновник і редактор науково-популярного та літературного журналу «Зоря» (1936–38). Замітки про національне життя у Південній. Америці подавав до журналу «Український інвалід» (Каліш, 1921–31), підсумком стала книга «Бразилія: загальні відомості про Бразилію для української еміграції» (Каліш, 1930).